# Église Saint-Amand-et-Saint-Blaise (Waregem)
L'église Saint-Amand-et-Saint-Blaise est un édifice religieux catholique sis au centre de la ville de Waregem, en Flandre occidentale (Belgique).  Située au cœur même de la ville (‘Markt’) l’église actuelle (du XIXe siècle) a succédé avec agrandissement successifs, à une petite église romane du XIIe siècle.  Elle est lieu de culte principal de la communauté catholique de la localité. 

## Histoire
Un document ancien (1119) mentionne déjà Waregem comme paroisse distincte. Des vestiges de sa petite église romane, furent découverts lors de fouilles faites en 1984. Elle était construite en ‘pierre de Tournai’ (calcaire bleu-gris)  et ‘pierre des champs (en)’ (gris-vert). Les fondations révèlent qu’il s'agissait d'une église à croix basilicale à trois nefs : certaines parties sont encore visibles dans le bâtiment actuel de l'église. En 1189, le droit de patronage est cédé au chapitre de la cathédrale Notre-Dame de Tournai.
En 1488, lors de la révolte contre Maximilien d'Autriche (5 février-16 mai), l'église fut endommagée, mais certains de ses trésors furent sauvés. Avant même 1500, une nouvelle tour fut construite et la nef sud (romane) fut démolie.   Une nouvelle nef méridionale fut construite, aussi large que la nef centrale. 
Enfin, Entre 1797 et 1824, l’ancienne et étroite nef septentrionale fut démolie à son tour et remplacée par une large nef, créant ainsi une église-halle, aux trois nefs égales. Au XIXe siècle, la population de la ville augmentant substantiellement l'église fut étendue de 12 mètres vers l'ouest (entre 1839 et 1843).
Sévèrement endommagée durant la Première Guerre mondiale l’église fut substantiellement reconstruite en 1923-1924 selon les plans de Maurice Allaert.

## Description
Située au cœur même de la ville de Waregem et au centre du ‘Markt’ (‘place du marché') l’église est de proportions presque parfaitement symétriques. Il s'agit d'une église-halle à trois nefs égales en largeur, longueur et hauteur avec pseudo-transept et tour de croisée. Les trois façades, correspondant aux trois nefs, sont quasi identiques. Celle du centre est flanquée de deux tours d'escalier. L'église est en grès de Tournai et la tour carrée de la croisée - avec flèche octogonale -  est en pierre de Balegem.

## Patrimoine
- Les orgues sont de la facture des Frères Van Bever (1905).
- Les vitraux du chevet
- Une pietà polychrome en bois
- Plusieurs tableaux de valeur : Une Crucifixion (Hendrik Herregouts, 1680), une Transfiguration de Jésus, Adoration des mages (1620), Descente de croix (Cornelis de Vos, 1650), Prédication de saint Amand (XVIIe siècle)
- Un tabernacle et des bas-reliefs de Karel Lateur (cuivre) .

## Galerie de photos

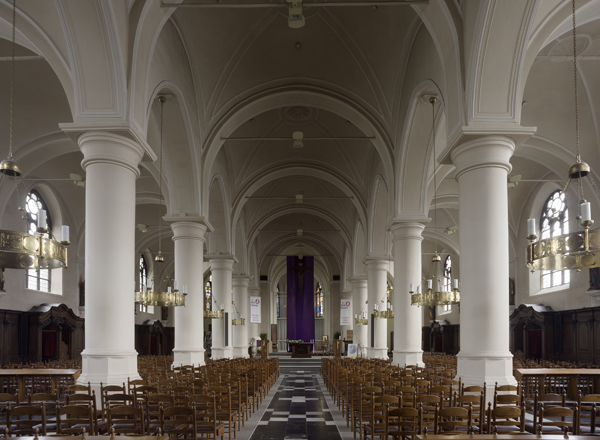
La triple nef
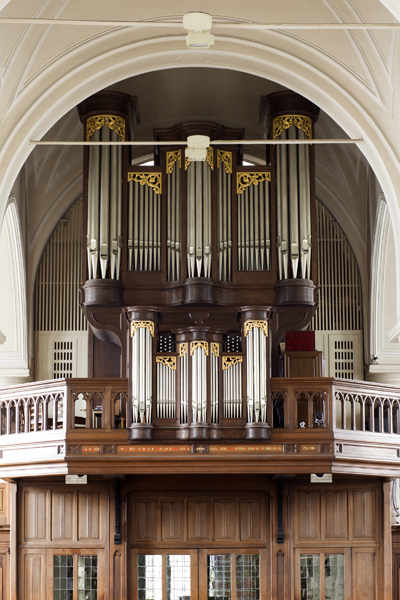
La tribune et les orgues (Van Bever)
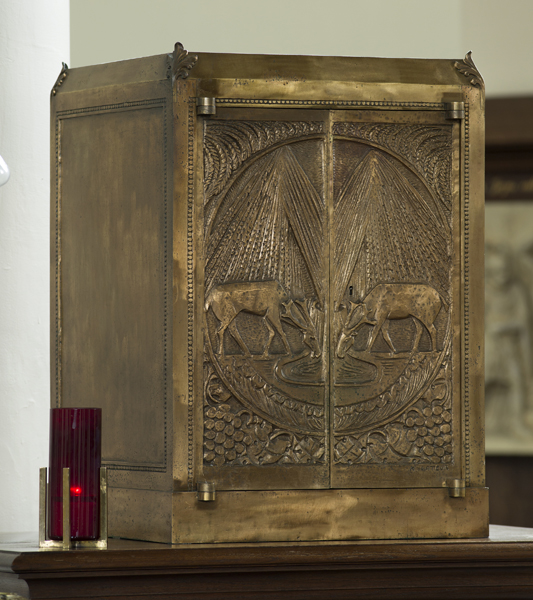
Le tabernacle (Karel Lateur)
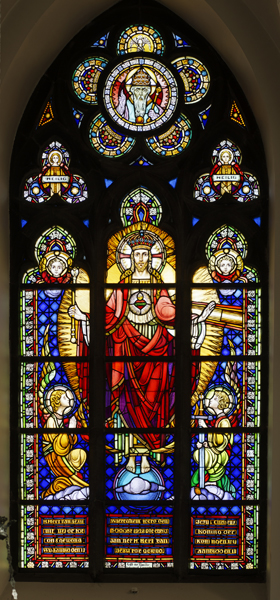
Le vitrail du chevet
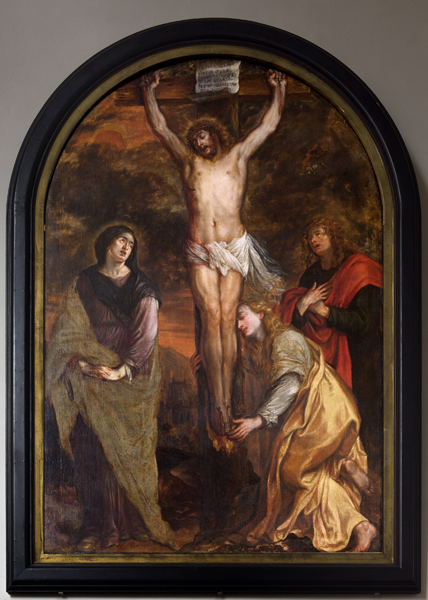
La Crucifixion (Hendrik Herregouts)
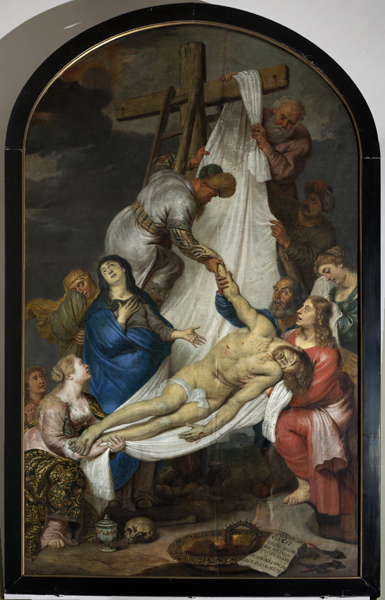
La Descente de Croix (Cornelis de Vos)
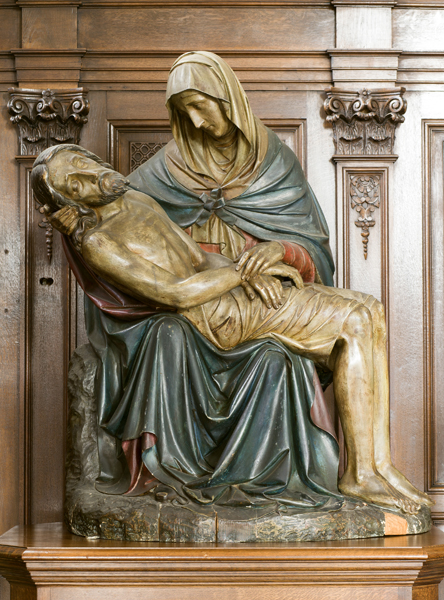
La pietà (polychrome)